# 數碼寶貝拯救隊角色列表
數碼寶貝拯救隊角色列表 是日本东映动画于2006年-2007年制作的第五作电视动画《數碼寶貝拯救隊》的登场人物和数码兽一览表。

## 登場人物

### 人類
- 大門 大[2]（Daimon Masaru，配音員：保志總一朗、山崎滿（日语：山崎みちる）（幼年）／香港：李致林、伍秀霞（幼年）（TVB）、蔡忠衛（鐳射）／台灣：賀宇傑、汪世瑋（幼年）（TV动画版）；正昇（劇場版）、鄒韋（第6部））

本作品男主角之一，男一号。
生日4月2日，14歲，B型血，自称「日本第一打架番长」，私立鳳学園的中學二年级学生，非常喜歡打架及挑戰強勁的對手，搭檔是亞古獸。官方設定為「打架紀錄200勝沒有任何敗仗的打架高手（第三话和善用策略攻擊的托玛打成平手）」。雖然他的衣著和喜好與前作主角不同，未佩戴護目鏡。但一樣都是非常勇敢，在絕境中仍能保持樂觀。其姓名據可靠來源是從的日文讀音最後一個字的讀音改變字和漢字而成，最後成功打敗世界樹（Yggdrasill），兩個世界回復平靜後，所有數碼獸回到數碼世界，所有墮入數碼世界的人回到現實世界，他卻因為不捨得亞古獸和他認為冒險未完結，所以決定與亞古獸一同回到數碼世界冒險，直至五年後仍在數碼世界參與冒險旅程。
在數碼獸合體戰爭第68、76、78、79话再次登場
由於他能獨自與究極體數碼獸大打出手，而被網友戲稱為「大門大獸」或「大門獸」。
- 托瑪·Ｈ·諾史丁[8]（Thoma H. Norstein，配音員：野島裕史、佐藤佑子（幼年）／香港：黃榮璋、林丹鳳（幼年）／台灣：李世揚、汪世瑋（幼年））

本作品男主角之一。
不足14歲便從斯德哥爾摩皇家科学大学博士畢業，並擁有医师执照的天才少年，把操作基於數據和理論作為信條，擅長搏擊，搭檔是迦奧獸。初時，因為不滿大的做事方法，而且根據其個人的分析，認為大是沒用而與大發生衝突，被大視為勁敵，還曾經戲稱他為「托盤」（原文為，意指白痴或笨蛋，見第三话）；後來發現大是他的天才頭腦也不能分析，所以開始與大互相信任（見第5话），五年後因治癒莉莉娜的病而獲頒授諾貝爾醫學獎，19歲獲奬的托瑪更成為史上最年輕的諾貝爾獎得主。父親是奥地利屈指可數的貴族，而母親是日本人。
- 藤枝 淑乃[10]（Fujieda Yoshino，配音員：新垣結衣[11][12]／香港：曾秀清／台灣：王瑞芹）

本作品女主角。
大門隊伍的唯一女性，比大和托瑪年长4歲（18歲），搭档是拉拉獸。有怕吃虧的一面，想把沉重的工作壓在年紀小的大和托瑪身上。不過，卻十分有能力，也能夠得到朋友們的信賴，喜好的詞語是「（錦轎，一般譯為花轎子）」，而最常掛在嘴邊的口頭禪則是「有沒有搞錯啊」（最悪なんですけど），五年後加入薩摩 廉太郎的刑警小隊。
- 野口 郁人（Noguchi Ikuto，配音員：釘宮理惠[14]／香港：雷碧娜／台灣：雷碧文）

本作品男主角之一。
在數碼世界中出現的小孩，流浪數碼世界近十年，搭檔是夜鷹獸。由雪人獸照顧，所以認為自己的母親是雪人獸，自稱数码兽。由於雪人獸被倉田所發明的生化数码兽殺害，郁人也因此仇視人類，但後來在與大門大等人的不斷交往之後漸漸地放下了戒心，最終在從墨丘利獸口中得知真相並親眼目睹前者被倉田以和雪人獸遇害當時同樣的手段殺害之後這才與大門大等人徹底和解並加入DATS向倉田展開復仇。實際身份是數碼世界探險隊成員——野口夫婦的孩子，他在還是嬰兒的時候，意外落入數碼世界。五年後與大門 知香入讀同一所中學——私立鳳学園。
- 大門 知香（Daimon Chika，配音員：菊池心／香港：張頌欣、程文意（代配）／台灣：王瑞芹）

大门大的妹妹，10歲，個性鬼靈精怪、人小鬼大。第12話中遇到了一隻從數碼蛋中孵出的比丘獸（另译「皮悠兽」），比丘獸為保護知香決定與強大的敵人戰鬥。但在被強制遣返回數碼世界之後，又從蛋中破殼而出，進化為成熟期且回到人類世界，最終被進昇暴龍獸打倒而变回数码蛋，重生后再次與知香相见。五年後與野口 郁人入讀同一所中學——私立鳳学園。
- 大門 小百合（Daimon Sayuri，配音員：國府田麻理子／香港：沈小蘭／台灣：雷碧文）

大门大的母亲，擅長烹飪，據說就算是救災糧食，也可以做成非常美味的家常菜（詳情見第43话），大和亞古獸於第6话差點撕破臉就是因為小百合的煎蛋卷。
- 大門 英（Daimon Suguru，配音員：鄉田穗積／香港：蘇強文／台灣：李世揚）

大門大的父親，數碼世界研究者。為了找尋傳說中的數碼世界之神（主電腦）——世界樹，而在數碼世界旅行，遇到番长狮子兽后臭味相投，一起踏上了寻找世界树的旅程。在见到皇家骑士和世界树之后，英得知世界树要毁灭人类世界，然而在英和番长狮子兽的共同努力之下，世界树決定相信他们所说的人类和数码宝贝所能创造的无限可能。但是他们的努力却因为仓田的猎杀行动而化为泡影，英即将被世界树处决，番长狮子兽在千钧一发之际让英的数码之魂进入自己体内，而英本身的身体则被世界树夺走扣为人质，牵制番长狮子兽的行动。在大和世界树最终的决战之后，英回到自己的身体，回到家人身边。
- 法蘭茲·諾史丁（Franz Norstein，配音員：安元洋貴／香港：招世亮／台灣：賀宇傑）

托瑪和莉莉娜的父親。因為和日本的女人結婚生下兒子而被自己的母親唾弃，于是在家族的荣誉和亲人的感情之间矛盾不已。
- 托瑪的母親（配音員：相田早矢香／香港：雷碧娜／台灣：雷碧文）

日本人。是托瑪父親在日本留学时候相識的，因為交通事故去世。在托瑪的幼年佔有很重要的地位。
- 莉莉娜·諾史丁（Relena Norstein，配音員：壹智村小真／香港：梁少霞／台灣：雷碧文）

托瑪同父異母的妹妹，出生時已經患有不知名疾病，世界上數百個名醫也束手無策，令托瑪下定決心鑽研醫學，目的就是要醫好莉莉娜。托瑪也因為倉田所說可以讓其妹妹的腳傷痊癒而於第34話叛變，進而引發了閃光暴龍獸的黑暗爆裂進化。后来证实托瑪的叛变为假，假意歸順是因為莉莉娜頸上被倉田戴上裝有炸彈的頸飾，為了趁在手術之時取掉頸飾才不得已而為之，同時為了避免被倉田察覺自己的歸順有詐導致妹妹陷入危險，他也沒有將自己的這一計劃及時通知大門大導致後者一度誤以為自己背叛DATS的眾人而暴怒不已。而莉莉娜的病也因为托玛的努力而成功痊癒。
- 薩摩 廉太郎（Satsuma Rentarou，配音員：楠大典／香港：雷霆／台灣：林谷珍）

DATS的指揮官。搭檔是管狐獸。是數碼世界探險隊的一員，有著連淑乃都害怕的大喝絕招，曾當過刑警。五年後成刑警小隊的指揮。
- 黑崎 美樹（Kurosaki Miki，配音員：永野愛／香港：謝潔貞／台灣：汪世瑋）

DATS的操作員，搭檔是黑棋獸。五年後加入薩摩 廉太郎的刑警小隊。
- 白川 惠（Shirakawa Megumi，配音員：埴岡由紀子／香港：程文意／台灣：雷碧文）

DATS的操作員，搭檔是白棋獸。五年後加入薩摩 廉太郎的刑警小隊。
- 湯島 浩（Yushima Hiroshi，配音員：／香港：陳曙光／台灣：李世揚）

DATS的最高權力負責人，職位是所長。初出場時是一切不明的老人，大門大的暴龍機就是他送出的，因此大門大稱其為暴龍機大叔。由於是十年前數碼世界探險隊隊長，即數碼世界探險隊最高負責人，所以順理成章成為DATS的所長。搭檔是烏龜獸。曾為刑警。五年後依舊神出鬼沒。
- 羽柴長官（Hashiba，配音員：鶴岡聰／香港：盧國權／台灣：賀宇傑）

DATS的直屬長官，隸屬于國家機密厅。
- 倉田 明宏（Kurata Akihiro，配音員：菊池正美／香港：李錦綸／台灣：李世揚）

本作反派。因為害怕數碼獸而想消滅所有數碼獸，但之後因為找到贝尔菲兽的蛋，而希望利用數碼寶貝的能量使七大魔王之一的贝尔菲兽复活，從而引發起他統治世界的野心。他也是使英失去身体，数码世界和人类世界出现前所未有的危机的罪魁祸首。一怒之下決定在战斗中把自己数码化，与贝尔菲兽结合，被大的鐵拳擊敗之後以引爆空間炸彈想打破數碼世界和人類世界的藩籬逃跑結果造成空間裂逢變大，被空間裂逢變大時產生的衝擊波打到後從世界上消失，最终死亡。
- 翼聖（Tsubasa Kouki，配音員：KENN／香港：梁偉德／台灣：李世揚）

是受倉田的指揮而成為了數碼獸獵人，为了猎杀数码兽而加入。愛出風頭，品格極壞，為了成功可以不惜一切，如把人的生命當作盾牌。進化前的動作和大門大一樣，都是先向敵人揮拳。五年後在知香与郁人一起上學時，因違反交通規則（騎摩托车沒有帶上頭盔）而被淑乃追捕。
生化雷鳥獸
完全體的數碼獸，由雷鳥獸透過和人類融合發揮出比改造前更強的力量和速度，他是由倉田一手改造而成的生化數碼獸。
招式：「閃電風暴」
生化暗龍獸
究極體的數碼獸，是由人類和數碼獸融合而成的究極生化體，樣子像暗龍獸，不過頭由藍色變成綠色。
招式：「暗黑之箭」（能釋出暗黑能量攻擊敵人）、「基加突擊槍」
- 奈奈美（ナナミ，Nanami，配音員：小野涼子／香港：曾佩儀／台灣：汪世瑋）

亦是受倉田的指揮而成為了數碼獸獵人，身为天才的她为了给生活寻找刺激和乐趣而加入。雖然她比同樣也是天才的托瑪聰明，但托瑪利用大門大的攻擊方式打敗了她。
生化蛇神獸
完全體的數碼獸，由蛇神獸透過和人類融合發揮出比改造前更強的力量和速度，他是由倉田一手改造而成的生化數碼獸。
招式：「冰凍之翼」
生化蓮花獸
究極體的數碼獸，是由人類和数码兽融合而成的究極生化體。
招式：「七色蓮華」（可以令敵人喪失鬥志）、「蛇神之墮落」
- 伊雲（Ivan，配音員：星野貴紀／香港：潘文柏／台灣：林谷珍）

亦是受倉田的指揮而成為了數碼獸獵人，为了赚钱照顧家人而加入。他說話直腸直肚，說了出來的說話還以為沒說出來，所以他根本無秘密可言。他喜歡淑乃。
生化劍龍獸
完全體的數碼獸，由劍龍獸透過和人類融合發揮出比改造前更強的力量和速度，他是由倉田一手改造而成的生化數碼獸。
招式：「甲殼針刺雨」
生化棘背龍獸
究極體的數碼獸，是由人類和數碼獸融合而成的究極生化體。
招式：「完全太陽紅焰（ブループロミネンス）」（能夠把所有東西化為灰燼）

### 数码兽
※某些数码兽会出现两个或以上的译名，是基于其名字出于不同的字幕組。“港译”是TVB翡翠台的译名；“台译”是台视的译名；“陆译”是网络字幕组的中国大陆译名。

#### DATS
- 亞古獸[15]（配音員：松野太紀[16]／香港：陸惠玲（亞古獸至暴龍獸）、陳欣（進昇暴龍獸至閃光暴龍獸（第6部只有閃光暴龍獸））／台灣：汪世瑋（TV动画版）；詹雅菁（劇場版）、林谷珍（進化後，TV动画版）；正昇（進化後，劇場版）；劉明勳（第6部，閃光暴龍獸））

本作品男主角數碼獸之一。
大的搭檔，成長期的數碼獸。其實，這隻亞古獸正式名稱為亞古獸S，是接近X進化的形態，是亞古獸的亞種，與一般亞古獸不同的地方是它體型比普通亞古兽大，有紅色手帶，而且食量似乎也比普通亞古兽大。除此之外，前作亞古獸的第一人稱為，而本作亞古獸的第一人稱為。
非常不喜歡困在暴龍機裡面，覺得會有種窒息的感覺。不過暴龍機是經過特殊設計，所以被數據化進入暴龍機裡面的數碼獸如果沒有被召喚基本上很難從暴龍機裡走出來，但亞古獸卻是少數可自行從暴龍機走出來的數碼獸。
亞古獸曾是前作主角的搭档，但這隻亞古獸是另外一隻，他是自稱來自DATS的数码兽，是為數不多的幾個在人類世界中，從數碼蛋中孵化出來的數碼獸，和大發生衝突後與其打成平手，後認定大為大哥，在第六话時因為和大發生衝突差點解除搭檔關係。其食量非常大但非常容易肚餓。可以借大門大的數碼之魂進化成大地暴龍獸（港台译名為暴龍兽，同樣是亞種），還能再進化成完全體的進昇暴龍獸以及更上一層樓的究極體閃光暴龍獸。曾經和托玛的一戰中進化為黑暗爆裂形態後而變回數碼蛋，重生後在大的努力下找回原有的記憶。
招式：「小型火焰」、「小型燃燒彈（港译：小型烈焰）」
大地暴龍獸（港台译：暴龍獸）（ジオグレイモン）
成熟期的數碼獸，外表像暴龍獸，招式也一樣，但頭盔比暴龍獸大且有紅色班紋，身上各部份長出小角，手上有紅色手帶，以及沒有暴龍獸的胖肚子，外表較凶猛。暴龍獸的確是亞古獸的成熟期，不過，亞古獸S並不會進化成暴龍獸。
招式：「大型爆破（港译：超級烈焰）」（從口中噴射出光束砲）、「巨角衝擊」、「超級火燄」（從口中噴出火球）
進昇暴龍獸（ライズグレイモン）
完全体的数码兽，機械暴龍獸的亚种数码兽。與機械暴龍獸武器不同，頭盔有很多尖角，沒有機械暴龍獸的胖肚子和龐大身軀，亦比機械暴龍獸靈活得多。
招式：「三叉戟手槍」（能夠由砲身發出三發高速連射）、「進昇毀滅擊」
閃光暴龍獸（シャイングレイモン）
究極體的數碼獸，是战斗暴龙兽、电光暴龙兽、黑暗战斗暴龙兽的亚种数码兽。光龍型，外型巨大，尾巴是一個環，雙腳上有兩個類似角的東西。實力強橫，重生後的力量遠勝以前。
招式：「光輪爆破（港译：光榮之裂破）」（從手上"造"出一個光波,推出去攻擊敵人）、「閃光衝擊波」（港译：閃光噴射）、「地脈重劍（又译大地暴龍劍）」（從地下拿出一把大劍用作攻擊）
閃光暴龍獸‧爆裂形态（BM）（シャイングレイモンバーストモード）
超級究極體，特徵是身體一部份變成了明亮的鮮紅色，雙肩和雙腳出現了少許改變，背後的閃光推進器變成了巨大的火焰翅膀，尾巴的環亦變成了火焰。
招式:「終極閃光爆破」、「火焰劍」、「火焰盾」
閃光暴龍獸‧毀滅形態（RM，又译：黑暗爆裂形態）（シャイングレイモンルインモード）
因34话大門大對托玛叛變進而引發的黑暗爆裂進化，特徵是閃光暴龍獸BM相同，但全身顏色由黑色和其他暗色調組成。
招式:「日冕爆炎剑」、「最终闪光爆破」
- 迦奧獸[17]（配音員：中井和哉／香港：陳卓智／台灣：林谷珍（TV动画版）；魏晶琦（劇場版））

本作品男主角數碼獸之一。
托玛的搭檔，成長期的數碼獸。稱呼其為「Master」（日文版本）/「主人」（中文版本），擁有跟托玛一樣冷靜和聰明的性格，但也有容易害羞的一面，對於反抗主人和與主人發生衝突這些事難以理解，和托瑪的配合度非常高，幾乎一個眼神就可以傳達所有想要表達的信息。可以藉托玛的數碼之魂能進化成迦奧迦獸，還能再進化成完全體的音速迦奧迦獸以及究極體的幻影迦奧迦獸。
招式：「連環反手拳」、「迦奧突擊」
迦奧迦獸（ガオガモン）
成熟期的數碼獸，比起迦奧兽時体格和牙齒明顯地变得更大，從兩足行走變為四足，速度也因此而加快了，原本綁在頭上的頭巾，綁了在頸間，可當作手一樣使用。
招式：「螺旋爆發」、「猛衝連擊爪」
音速迦奧迦獸（マッハガオガモン）
完全體的數碼獸。Mach（馬赫）為音速的測量單位。背着具有庞大推进力火箭发动机的改造型数码兽，雖然滞空时间短暂，但能瞬間產生龐大推力，前爪戴上了一對機械拳頭，頭上也多了一副墨鏡，胸前的佩帶為進化前的頸巾，從四足變回兩足行走
招式：「勝利之拳（港译：勝利鐵拳）」、「咆哮迦農（港译：燃燒大砲）」、「迦奧迦颱風」
幻影迦奧迦獸（ミラージュガオガモン）
究極體的數碼獸。Mirage為英文的「幻影」之意。全身覆蓋著时之數碼合金之鎧的獸騎士型數碼獸。因以不尋常的速度移動，讓敵人只能看到殘影而聞名的數碼獸，胸口刻有數碼危機的標誌。
招式：「滿月衝擊波 （港译：月圓爆裂擊）」、「雙影新月斬」、「灰黑之爪」
幻影迦奧迦獸‧爆裂形態（BM）（ミラージュガオガモンバーストモード）
顏色沒有大改變，但背後的斗蓬變成了一對光翼，頭上生了一隻角及長出較長的白頭髮，雙手利爪消失。
招式：「終極滿月衝擊波（港译：終極幻象攻擊）」、「滿月流星衝擊波」使用流星鎚進行遠距離攻擊）
- 拉拉獸（ララモン，配音員：野上尤加奈／香港：何璐怡／台灣：雷碧文）

本作品女主角數碼獸。
淑乃的搭檔，成長期的數碼獸。雖然和淑乃執行過很多任務，但是其戰鬥能力完全比不上亞古獸和迦奧獸（除了第四話以外），很少看其大顯神威，在隊伍中扮演著輔助的角色。在淑乃5歲時被她的鋼琴聲所吸引，以數碼蛋的形式出現在人類世界，因為與淑乃共事多年，因此兩者有着如家人般深厚的情誼和信賴，可以藉淑乃的數碼之魂進化成向日葵獸，和再進化成完全體的丁香獸以及究極體、薔薇獸（港译高雅薔薇獸）。
招式：「果實射擊」、「拉拉迴旋」、「吟唱歌谣」、「高歌一曲」
向日葵獸（サンフラウモン）
成熟期的數碼獸。雖然性格和速度都變得更慢、更溫吞了，但攻擊力有顯著的提升，常常有一些搞笑的举动。普遍被數碼迷認為是宝可梦（Pokémon）的化身（因為其外表關係）。
招式：「太陽雷射」、「仙人掌之尾」
丁香獸（ライラモン）
完全體的數碼獸。有著人们所喜欢的花、丁香花（Lilac）模样的妖精型數碼獸。雖然容貌姣好、體型嬌小，但攻擊力和爆發力意外的強。
招式：「美麗的一擊」、「大理石射擊」、「丁香花雨」、「花香之舞」（在優雅的舞步中利用花粉迷惑敵人）、「丁香短劍」
薔薇獸（港台译：高雅薔薇獸）（ロゼモン）
究極體的數碼獸。此獸也是前作数码兽花仙獸的進化型，但前作TV动画版沒有出現（在剧场版《数码宝贝大冒险tri.》中登場）。體型比丁香獸和向日葵獸更小，只有一個普通人的大小。
招式：「薔薇細劍（港台译：薔薇突刺劍）」、「禁斷誘惑（港台译：禁忌之誘惑）」（會把全身衣服轉化成能量攻擊對手）、「雷神之鞭」、「藤蔓之舞」
（高雅）薔薇獸‧爆裂形态（BM）（ロゼモンバーストモード）
進入爆裂形态的高雅薔薇獸並不會噴出數碼之魂，而是身體本來紅色的地方變白，而且體型會變大。

招式：「慈悲之心」、「性感紅唇」
- 夜鷹獸（獵鷹獸）（ファルコモン，配音員：神代知衣／香港：許盈、鄭麗麗（代配）／台灣：汪世瑋）

本作品男主角數碼獸之一。
郁人的搭檔与家人之一，成长期数码兽。事實上，夜鷹獸的正式名稱為夜鷹獸S（獵鷹獸S），和郁人皆是被雪人獸所養育，因此將身為人類的郁人當作親兄弟般仰慕，甚至在雪人獸死後兩者也是形影不離，十分信任郁人，是講義氣的数码兽。可以借助郁人的數碼之魂進化成銳啄獸，並再進化成完全體的八咫鴉獸以及究極體、鴉神獸。
招式：「刮烈閃擊」、「黑無飛鏢」、「漫天落竹」
銳啄獸（ペックモン）
成熟期数码兽。
招式：「閃裂爪」（身體能高速旋轉，用巨爪撕裂敵人）、「羽毛飛鏢」、「黑舞飛鏢」
八咫鴉獸（ヤタガラモン）
完全体数码兽。
招式：「甕布都神（甕布都神）」（兩翼上的螺旋漿高速轉動而產生能量，從前爪發射出去）、「羽黑」
渡鴉獸（レイヴモン）
究极体数码兽。牠的黑色羽翼防禦襲擊，白色羽翼攻擊敵人。左邊的翅膀有強大的殺傷力。
招式：「天之尾羽张（天之尾羽張，港台译“雨之利刃”）」（把鳥王丸插在地上，然後使出天降雷攻擊對方）、「螺旋掠奪勾爪（スパイラルレイヴンクロウ）」、「漆黑翅膀（ブラストウィング，港台译“漆黑之翼”）」
渡鴉獸‧爆裂形态（BM）（レイヴモンバーストモード）
身上裝甲進行一次大革新，顏色稍微改變，以及雙翼移植到雙手，而且體型會變大。
招式：「怒濤闇供喪之舞」、「無雙天翔翼之陣」、「雷光一閃之突」
- 管狐獸（クダモン，配音員：葛城七穗／香港：袁淑珍／台灣：王瑞芹）

薩摩的搭檔，成長期的數碼獸。聖獸型，雖然牠平常說話的態度很理智，但當面對大門大時，管狐獸對他的態度卻頗嚴厲。可以藉薩摩的數碼之魂進化成鐮鼬獸、完全體的麒麟獸以及究極體的八腳馬獸。後來與紅蓮騎士獸一戰時連自己一起冰封而沉落海中，而後燃燒自己的數碼之魂使紅蓮騎士獸回到決戰現場。十三位皇家騎士之一。
招式：「絕光衝」
鐮鼬獸（於第27话一閃而過）
成熟期的數碼獸。
麒麟獸（第27话出現）
麒麟獸是完全體的數碼獸，據說擁有能夠和究極體對抗的力量。
招式：「疾風天翔劍」（能夠用頭部的角攻擊敵人）
八腳馬獸（第40、41话出現）
究極體，這是管狐獸的真正形態，為皇家騎士的一員，原本到現實世界的目的是要監察人類，但後來因為被薩摩的行為打動而成為他的搭檔。
招式：「奧丁的祝福」（可以製造出超低溫暴風雪）
原形是北歐神話的八腳馬騎士奧丁。
- 黑兵棋獸

成長期的數碼獸。特警隊的工作獸，木偶型數碼獸，黑崎的搭檔數碼獸，可以藉黑崎的數碼之魂進化成騎士獸，還能再進化成完全體黑色戰車獸。
黑騎士獸（能使出類似分身術的跳躍亂敵人）
黑騎士獸是成熟期的數碼獸。
黑色戰車獸（第41话變成了黑色主教獸）
黑色戰車獸是完全體的數碼獸。
招式：「城牆加農砲」
- 白兵棋獸

成長期的數碼獸。特警隊的工作獸，木偶型數碼獸，白川的搭檔數碼獸，可以藉白川的數碼之魂進化成騎士獸，還能再進化成完全體白色主教獸。
白騎士獸（能使出類似分身術的跳躍亂敵人）
成熟期的數碼獸。
白色主教獸
完全體的數碼獸。
招式：「白主教光線」
- 烏龜獸（カメモン，配音員：高橋直純／香港：梁偉德／台灣：王瑞芹、賀宇傑（進化後））

湯島的搭檔數碼獸，一直待在DATS總部作雜事，直到第十八話才與湯島一同出場，可以藉湯島的數碼之魂進化成河童獸，還能再進化成完全體沙悟淨獸，非常怕生而且很少說話。烏龜獸是成長期的數碼獸。
招式：「頭盔突衝」
河童獸
招式：「DJ飛盤擊」（能把頭部的光碟高速出去）、「河童正拳」
河童獸是成熟期的數碼獸。
沙悟淨獸（港台译：悟淨獸）
沙悟淨獸是完全體的數碼獸。
招式：「陣妖杖水龍陣（港译：降妖杖，瀑布之陣）」
巨龜獸
巨龜獸是究極體的數碼獸。
本輯沒有出現

#### 數碼世界
- 番長獅子獸（配音員：竹本英史／香港：梁志達／台灣：李世揚）

在大門大等人因為數碼終端機損壞而無從戰鬥之時，出現在他們之前的數碼獸。在大門英的旅途中與其相見惺惺相惜，並成為大門英的搭檔，一同尋找著世界樹。最後和大門英合而為一，在大等人和世界樹對決的時候，捨身攻擊而死。他一切依照自己所相信的正義而行動。番長獅子獸是究極體的數碼獸。
招式：「閃光番長拳」、「燃燒番長拳」
番長獅子獸‧爆裂形态（BM）
超級究極體，這個形態未曾在此輯中正式出現，只在番長獅子獸的回憶中出現過。
- 墨丘利兽（メルクリモン，配音員：廣田行生／香港：朱子聰／台灣：林谷珍）

一隻實力與皇家騎士匹配的究極體数码兽，速度極快，據聞一般人只會見到其殘影，奧林匹斯十二神之一，因為十年前發生的事而對人類產生很深的恨意，卻把郁人當成自己的兒子來看待。其寶座後方可以接通人類世界與數碼世界的大門。被倉田的基茲獸XT打死。其實，它不是真正的敵人，它從來沒有攻擊人類世界，攻擊行動只是一些激進分子所為，但這不代表它沒有這樣想過，只是因為它對人類還抱有希望。
招式：「千裂拳」（揮拳的速度有如瞬間轉移般的快）
- 礦石獸（ゴツモン，配音員：前田健／香港：伍博民／台灣：李世揚）

成長期的數碼獸。大門大等人在數碼世界遇到，為墨丘利兽的手下;能再進化成完全體隕石獸（跳過成熟期）。在被擊倒變回數碼蛋後，再次和大他們相遇（但沒有之前的記憶），並協助大門大等人尋找世界樹。曾在数码宝贝大冒险出場和04出場。
招式：「憤怒岩石（港译:憤怒之石）」（會從頭部發出石頭）
隕石獸
完全體的數碼獸。礦石獸進化後表面上只是轉了顏色，但其實實力也出現變化，特別是他的速度令大門大他們一度陷入苦戰。（曾在04出場）
招式：「宇宙閃光」（能夠發射宇宙的能量，攻擊敵人）
- 蜻蜓獸

礦石獸的座騎。
- 暴羅剎獸（日本：太田哲治／香港：曹啟謙／台灣：賀宇傑）

墨丘利獸的手下之一。被進昇暴龍獸和音速加奧加獸打敗。牠是完全體的數碼獸。
- 比丘獸（ピヨモン，配音員：寺田春日／香港：曾佩儀／台灣：雷碧文、汪世瑋（第43话起））

掉入人類世界而讓知香撿到的數碼蛋中孵化的數碼獸，曾經和墨丘利獸對決，被其一擊打回數碼蛋。被墨丘利獸帶回數碼世界以後，再次破殼而出，直接進化為成熟期回到人類世界，保留著些許人類世界的記憶而在人類世界大肆破壞，被大和亞古獸打敗。在故事最後，比丘獸和很多幼年期數碼獸再次掉入人類世界，回到知香身邊。比丘獸曾有第一和第二輯出現，為武之内空的搭档。此輯的比丘獸不同的地方是他的身體比前作的大，他的身體大小可能比知香還要大，然而前作的比丘獸的身高只到武之内空的大腿，知香和空的年紀應該不會差太遠。進化的形態也不同，他的成熟期是亞古拉獸而不是巴多拉獸，但完全體一樣都是伽樓達獸。比丘獸是成長期的數碼獸。
招式：「魔法火焰」（會發出藍色火焰）
亞古拉獸
成熟期数码兽。
招式：「滑翔角速」（碎裂角）
伽樓達獸
完全體的數碼獸。
招式：「影翼斬」
- 黃金劍獅獸（配音：上別府仁資／香港：潘文柏／台灣：賀宇傑）

究極體的數碼獸。曾在前作中出現的數碼獸，而且前作的獅子獸/黃金劍獅獸都是正派，但本作的黃金劍獅獸是反派。不過這隻比前作的大很多，墨丘利獸的朋友。在墨丘利獸不參與的情況下，召集自己的軍隊到現實世界大肆侵略，作為究極體的它，把當時只有完全體数码兽的DATS打得一敗塗地，但可憐的它就在此刻成為了倉田的基茲獸AT的獵物;最後被大門大等人打敗。
招式：「終極粉碎爪」、「黃金弓箭」
- 燒豬獸

裝甲體的數碼獸。黃金劍獅獸的士兵。
招式：「鼻熱射線」
- 翼龍獸

裝甲體的數碼獸。黃金劍獅獸的士兵。
招式：「飛閃塑射」
- 金屬幽靈獸（配音員：山口健／香港：張錦江／台灣：賀宇傑）

在數碼世界遇到的數碼獸，擁有著大量蜘蛛獸作手下。喜歡折磨別人的精神並吸取對方靈魂。牠是完全體的數碼獸。

#### 森林內的数码兽
- 祖利獸

完全體的數碼獸，森林主人。最後因為要保護森林的數碼獸而沈睡。祖利獸曾在数码宝贝大冒险出場。
招式：「櫻桃炸彈」

#### 聖都內的数码兽
- 要塞獸

究極體的數碼獸，即聖都。被倉田的基茲鏢槍（基茲獸XT們聚集在一支巨針上）毀滅。
- 巴隆獸（配音員：福松進紗／香港：張錦江／台灣：林谷珍）

裝甲體的數碼獸，聖都主人。被倉田的基茲獸XT打死。
招式：「精靈之舞」
- 南瓜獸

完全體的數碼獸。巴隆獸的手下。
曾在数码宝贝大冒险出場
招式：「不給糖果就搗蛋」、「巨大南瓜」
- 沙路比獸

完全體的數碼獸。巴隆獸的手下。
招式：「地獄之火」

#### 其他
- 巨雞獸

成熟期的數碼獸，為大首次打敗數碼獸。
- 皇蜂獸

成熟期的數碼獸。
- 小火燄獸

成長期的數碼獸。本為一隻，但因大的攻擊而分裂成多隻。
火燄獸
成熟期的數碼獸，為多隻小火焰獸聚集後進化而成。
- 鑽地獸

成熟期的數碼獸，幫助銀行劫匪逃走並協助其盜取自動櫃員機的錢，在逃走時失控，但因大和托瑪的不協調，而成功逃回數碼世界，要大他們冒首次進入數碼世界危險去把他變回蛋。在大他們進入數碼世界時，為他們設下陷阱。其後轉移進化成鋼鑽獸。
- 黑加魯魯獸

成熟期的數碼獸。
- 炸彈亞伯獸

成熟期的數碼獸。
- 蟲蛹獸

成熟期的數碼獸。
- 仙人掌獸

成熟期的數碼獸。
曾在数码宝贝大冒险和数码宝贝大冒险02出現，為巴魯獸的成熟期。
- 亡魂獸

成熟期的數碼獸。数码宝贝大冒险中登场的猛鬼兽的亚种数码兽，因知香的咀咒而附在大的身上而令大遇到意外。懂得隱形。
- 邪魔獸（配音員：鶴岡聰／香港：張錦江）

成熟期的數碼獸。為饅頭店老闆帶來嬴錢的数码兽。擁有著三隻小惡魔獸當手下。
- 齒輪獸（配音員：塙尚輝／香港：曹啟謙／台灣：李世揚）

成長期的數碼獸。由野口家的數碼通道到達人類世界的數碼獸。
- 祖頓獸

完全體的数码兽。為大他們連同倉田進入數碼世界時遇到的数码兽。
曾在数码宝贝大冒险和数码宝贝大冒险02出現，為哥瑪獸的完全體。
- 基茲獸AT

成熟期的數碼獸。由倉田所改造的數碼獸，由於沒有心而能發揮強大的力量，不會受到迷惑，外表和機械一樣，和一般的数码兽很不相似。他們可發射殺死数码兽的光線，連數碼蛋也不留下來。可再進化成完全體基茲獸XT。
基茲獸XT
是完全體的數碼獸。
招式：用身上的炮射出紅色的激光，藍色電子激光炮

#### 世界樹
- 世界樹·伊古德拉希爾[20]（配音員：深見梨加、鄉田穗積（佔用大門英的身體時）／香港：林丹鳳／台灣：王瑞芹）

無處不在，卻又無處所在的數碼世界之神，實際上是一台電腦。他為了不讓番長獅子獸干涉倉田和Dats的事，以大門英的身體作為威脅（大門英的靈魂在番長獅子獸體內）。

#### 皇家騎士團
指網路安全中最高等級，或被稱為守護神的13位聖騎士型数码兽。他们原本是数码世界的“神”——伊古德拉希尔的侍从，以世界最大危机的“预言”之名出现，當數碼世界發生了重大的災難時就會集合。平時並不是實際以組織活動，各自遵從絕對的「善」和自己的「正義」而行動，所以會有內鬨。
全員包括被稱為「空白之席」的抑止力量總共有13位的存在，至今終於出齊13位。另外還有作為聖騎士團始祖存在的帝皇龍甲獸聖騎士形態。成員的共同點是聖騎士型數碼獸（不過並不代表聖騎士型就一定是皇家騎士團的一員），是為了守護網絡的組織。有兩名屬於病毒種的數碼獸，只是僅僅為對應為所有情況還是考慮了其他原因至今不明。基本全員是人型，也有八腳馬獸，艾克薩獸等例外。
- 奧米加獸（配音員：高橋廣樹／香港：林保全）

究極體，聖騎士型，疫苗種
皇家騎士之一，在很久以前的危機中，是作為病毒克星（Virus Busters）的戰鬥暴龍獸和鋼鐵加魯魯兽。根據祈求和平的人們所想和拜託融合誕生成的究極體数码兽，兼有兩者的特徵，整體平衡出色，任何狀況也可充分地發揮高水準力量的全能型数码兽。是跟黑暗的戰鬥打上終止符的「最終」之聖騎士。本來的設定上Grey Sword（暴龍劍）是焰之大劍，Garuru Cannon（加魯魯炮）是冷氣之大炮，斗篷是飛行時和防禦時才出現。
奥米加兽和红莲骑士兽、阿尔法兽一样，对世界树的很多行为并不认可，所以很少会服从世界树的指令。
曾在《数码宝贝大冒险》出場。
招式：「暴龍劍」、「加魯魯砲」
- 紅蓮騎士獸/公爵兽（配音員：野澤雅子／香港：蔡惠萍／台灣：汪世瑋）

究極體，聖騎士型，病毒種
皇家騎士之一，擁有病毒種的破壞之力卻用於維持秩序的異端存在。如果平衡被毀壞，會有變成混沌之存在的危險性，在鎧甲上刻上危險的象徵「數碼危機」。為第三部主角数码兽基爾獸的究極體。
與八腳馬獸一戰時被冰封而與八腳馬獸一同沉落海中，而後被八腳馬獸燃燒自己的數碼之魂使其回到決戰現場。
红莲骑士兽虽然是皇家骑士，但是它对世界树的很多行为并不认可，所以它和奥米加兽、阿尔法兽很少会服从世界树的指令。
招式：「极乐净土（红莲剑）」、「皇家救星（皇家枪击）」
- 金甲龍獸/玛格纳兽（配音員：鈴木達央／香港：張炳強／台灣：李世揚、林谷珍（ep.40））

装甲體，聖騎士型，疫苗種
皇家騎士之一，V仔獸使用奇蹟數碼裝甲進化的裝甲體数码兽，是皇家骑士当中唯一的非究极体数码兽。跟擁有成熟期程度力量的普通裝甲體不同，擁有匹敵究極體的戰鬥力。聖騎士團的一員，身體穿著了古朗迪芝索特金屬中的Gold-digizoit鎧甲而擁有極高防禦力，是聖騎士團重要的守護中樞。在第二部及第二部電影数码宝贝大冒险02——數碼旋風上陸／黃金裝甲進化中以主角数码兽V仔獸的裝甲體進化登場。
招式：「等離子射擊」、「極限能量波」、「闪金太阳风暴」
- 顱骨獸（配音員：神谷浩史[22]／香港：陳廷軒／台灣：賀宇傑）

究極體，聖騎士型，疫苗種
皇家騎士之一，裝備了古朗迪芝索特金屬中的Black-digizoit鎧甲，外表像病毒種的数码兽，是聖騎士團中最懂得禮節的数码兽。作為完美主義者，世界樹給予的任務完成率是聖騎士團中最高的。信條是在作戰中用一對一的方法打倒敵人。使用暗黑騎士型数码兽的裝備（魔槍/魔盾），其中魔盾被號稱最堅固的，但卻被大他們擊碎，並且因承諾而給大他們通過去世界樹的路。
最後，代替番長獅子獸去支撐快要相撞的人類世界以及數碼世界。
招式：「終結華爾茲」、「神之祝福」
- 八腳馬獸/斯雷普兽（配音員：葛城七惠／台灣：王瑞芹）

究極體，聖騎士型，疫苗種
皇家騎士之一，獸人姿態的数码兽，裝備了古朗迪芝索特金屬中最硬的Red-digizoit鎧甲。持有6隻腳，可以超高速移動。一般被認為在數碼世界的北極附近保護著数码兽誕生的數據。是管狐獸的究極體。
招式：「奧丁寒息」「虹橋焰矢」
- 高雅騎士獸/芳香獸（配音員：室園丈裕／香港：黃啟昌／台灣：林谷珍）

究極體，聖騎士型，數據種
皇家騎士之一，性格殘酷，穿著獸之鎧的数码兽，和剑皇兽一样无条件服从世界树。是皇家騎士團的策士。一般被認為有統率聖騎士團的能力。基本狀態是人型，也有獸型狀態。
被鴉神獸BM以及高雅薔薇獸BM打敗。
招式：「破壞之劍．至誠抗力」、「消滅之劍」
- 究極V龍獸/聖輝V龍獸（配音員：鹤冈聪／香港：朱子聰）

究極體，聖騎士型，疫苗種
皇家騎士之一，牠是古代種的数码兽。使用古朗迪芝索特金屬中既稀少又輕便，機動力出色的Blue-digizoit鎧甲包住身體，持有神速的速度，速度能與墨丘利獸匹敵。在漫畫《数码宝贝大冒险V驯兽师01》為主角数码兽V龍獸（成熟期）的究極體。
招式：「神輝V烈斬」、「究極聖武劍」、「無極衡力盾」（以超高速的形式構成）
- 領主騎士獸/劍皇獸（配音員：千叶进步／香港：劉昭文／台灣：林谷珍）

究極體，聖騎士型，病毒種
皇家騎士之一，性格殘酷，最忠诚于世界树的皇家骑士之一。曾在《数码宝贝无限地带》出場並成為六翅獸的手下，《无限地带》中被鎧甲加魯魯獸打敗。本作中被幻影加奧加獸BM打敗。
招式：「螺旋假面舞蹈會」（自身高速移動，使用自身的鞭向敵人進行連續攻擊）、「銀色恐懼」（用右手的火槍桶發射炮彈）
- 杜納斯獸/君主兽（配音員：小嶋一成／香港：陳永信／台灣：林谷珍）

究極體，聖騎士型，數據種
皇家騎士之一，曾在《数码宝贝无限地带》出場並成為六翅獸的手下，《无限地带》中被凱撒暴龍獸打敗。身穿古朗迪芝索特金屬的鎧甲並持有飛龍之力。貫徹自己的忠義，擁有強烈的武士道騎士道精神，是擁有強大破壞力的数码兽。
招式：「龍之怒吼」、「龍之氣息」、「龙对撞击」
- 阿尔法兽（本作OP阴影登场）[23]

究极体，圣骑士型，疫苗种
皇家骑士之一，曾在《数码宝贝X进化》和《数码宝贝大冒险tri.》中登场，由多路兽究极进化而成。虚无之座的主人，体内存有X抗体，是最强的皇家骑士。
阿尔法兽自从以多路兽的姿态诞生的那一刻起就遭到世界树的追杀，所以对世界树怨念很深，因此很少会服从世界树的指令甚至会和红莲骑士兽、奥米加兽、杰斯兽一起公开对抗世界树。
招式：「究极战刃•王龙剑」、「圣剑•格雷达尔法」
- 艾克萨兽（本作未登场）

究极体，圣骑士型，数据种
皇家骑士之一，在《数码宝贝合体战争》中才首次出现，拥有「龙之皇帝」的称号，是斩龙兽的再进化形态，拥有庞大的身躯，旧的数码暴龙机无法扫描它。
招式：「阿瓦隆之门」、「龙帝辉光」
- 顽固兽（本作未登场）

究极体，圣骑士型，数据种
皇家骑士之一，也是唯一一个至今没有出现在任何一部动画作品中的皇家骑士。顽固兽脾气暴躁，正义感极强，拥有一个弟子（哈克兽）和两个随从（修女兽姐妹）。
虽然顽固兽很反感世界树，但是它也不像阿尔法兽、杰斯兽、红莲骑士兽那样激进。
招式：「掀翻饭桌」、「铁拳制裁」
- 杰斯兽（本作未登场）

究极体，圣骑士型，数据种
皇家骑士之一，在剧场版《数码宝贝大冒险tri.》系列中首次出现，由哈克兽究极进化而来。杰斯兽是顽固兽的弟子，和顽固兽一样绝不会服从世界树的指示。
招式：「徹剑审判」、「我为人人」

##### 成员
| 主计算机（系统）     | 主计算机（系统） | 主计算机（系统） | 主计算机（系统） | 主计算机（系统） | 主计算机（系统） |
| -------------------- | ---------------- | ---------------- | ---------------- | ---------------- | ---------------- |
| 世界树               | 世界树           | 究极体           | 究极体           | 不明             | 不明             |
| 皇家骑士             | X抗体            | 等级             | 等级             | 属性             | 属性             |
| 始祖                 |                  |                  |                  |                  |                  |
| 帝皇龙兽：圣骑士形态 | Ｎ／Ａ           | 究极体           | 究极体           | 疫苗             | 疫苗             |
| 皇家骑士             |                  |                  |                  |                  |                  |
| 奥米加兽             | 奥米加兽X        | 究极体           | 究极体           | 疫苗             | 疫苗             |
| 奥米加兽 兹瓦特      | 奥米加兽X        | 究极体           | 究极体           | 疫苗             | 疫苗             |
| 阿尔法兽             | 阿尔法兽         | 究极体           | 究极体           | 疫苗             | 疫苗             |
| 阿尔法兽：王龙剑     |                  | 究极体           | 究极体           | 疫苗             | 疫苗             |
| 公爵兽               | 公爵兽X          | 究极体           | 究极体           | 病毒             | 病毒             |
| 公爵兽：深红形态     | 公爵兽X          | 究极体           | 究极体           | 病毒             | 病毒             |
| 玛格纳兽             | 玛格纳兽X        | 装甲体           | 究极体           | 自由             | 疫苗             |
| 究极V龙兽            | 究极V龙兽X       | 究极体           | 究极体           | 疫苗             | 疫苗             |
| 君主兽               | 君主兽X          | 究极体           | 究极体           | 数据             | 数据             |
| 领主骑士兽           | 领主骑士兽X      | 究极体           | 究极体           | 病毒             | 病毒             |
| 颅骨兽               | 颅骨兽X          | 究极体           | 究极体           | 疫苗             | 疫苗             |
| 斯雷普兽             | 斯雷普兽X        | 究极体           | 究极体           | 疫苗             | 疫苗             |
| 芳香兽               | 芳香兽X          | 究极体           | 究极体           | 数据             | 数据             |
| 芳香兽：豹式形态     | 芳香兽X          | 究极体           | 究极体           | 数据             | 数据             |
| 艾克萨兽             | 艾克萨兽X        | 究极体           | 究极体           | 数据             | 数据             |
| 顽固兽               | 顽固兽X          | 究极体           | 究极体           | 数据             | 数据             |
| 杰斯兽               | 杰斯兽X          | 究极体           | 究极体           | 数据             | 数据             |
| 杰斯兽               | 杰斯兽GX         | 究极体           | 究极体           | 数据             | 数据             |

#### 七大魔王
七大魔王共有「究極魔獸」、「貝爾菲獸」、「墮天地獄獸」、「利维坦兽」、「巴爾巴獸」、「莉莉絲獸」、「六翅獸·墮落形態」七體，本作中則只有貝爾菲獸出場。
七宗罪 （Seven Deadly Sins）：贪婪（紫色），嫉妒（淺藍色），暴食（黃色），色慾（深綠色），怠惰（深藍色），傲慢（紅色），憤怒（橙色）
- 究極魔獸/魔神兽

七魔王之一，掌管着憤怒，實力強大無比，為群魔之首，據聞是由熾天使究極天使獸墮落而成的。曾在《数码宝贝大冒险02》（當時為穿著紅色大衣，體型與人類相約的姿態出場）和《数码宝贝大冒险V驯兽师01》出場。能進化成超究極體。據說，若它進化成超究極體，它的「復仇大計」便會成功，成為數碼世界的支配者。統一全部的惡魔型，墮天使型數碼獸的魔王型數碼獸。原先是位於天使型數碼獸的最高等級的「熾天使（究極天使獸）」。不過，他反叛了構築數碼世界的 “善之存在”，被認為墮落在黑暗區域，反叛戰爭的領導者變成了魔王。支配數碼世界，使「超究極體」復活，那麼他可完成復仇。姓名来源：撒旦
招式：
必殺技：
「火焰葬禮」：（Flame Inferno）：用超高熱的地獄的火焰燒盡對手的技能。由於復仇之心溢出的邪惡火焰能消除一切。
得意技：
「猛斬爪（Slash Nail）」：用左手的爪斬裂之技。
「混沌閃（Chaos Flare）」：吐出混沌之減火的技能。
出場作品：数码宝贝大冒险02、数码宝贝大冒险V驯兽师01
- 貝爾菲獸（配音員：安元洋貴、菊池正美（倉田自己的意識時））

是七魔王之一，掌管着怠惰，實力很強。沉睡形態（Sleep mode）時候像一隻外表很可愛巨大毛公仔。但當牠變成憤怒形態（Rage mode）後，樣子會180度轉變，並且戴上了利爪拳套，身上有一些鎖鍊纏着。它每一千年便會變成憤怒形態一次，憤怒形態的貝爾菲獸會大搞破壞，直至一切都被摧毀，它只要一聲嚎叫，完全體以下的数码兽會被聲音打死，就連究極體都會受重傷。被它打死的数码兽不會變成數碼蛋，而是會被送往黑暗領域，成為魔鬼的食糧。暫時只在本作出場（在本作中被閃光暴龍獸BM和大門大以拳頭打敗）。姓名来源：贝尔菲格
招式:
必殺技：
「閃光咆哮（Lamp rant）」：用纏繞着身體的鎖鏈發出的黑色火焰進行攻擊的技能。
「黑暗贈禮（Gift of Darkness）」：從指甲中不斷發出地獄的火焰的技能。
得意技：
「黑暗觸角（Dark horn）」
「雷電觸角（Lightning horn）」
出場作品：數碼獸拯救者
- 墮天地獄獸（别西卜兽）

傳說七魔王之一，掌管着暴食，實力極強，惡夢軍團的首領。能夠使用死亡手槍進行遠距離攻擊，也能使用雙手的利爪攻擊，是一隻遠近型的数码兽。搭档為一隻叫「巨獸」的摩托车。它很喜歡吸收数码兽的數據，愈強的数码兽它愈喜歡。它暴食的程度連X抗體也不放過（七大魔王對X程式免疫的，並無X抗體的需要），強行把抗體放在自己身上。擁有着變成爆裂形態的能力，爆裂形態的特徵是背後有一對巨大的翅膀和右手變成鐳射槍（鐳射槍原先是玩具槍），不過與第五輯的爆裂形态並無關係。曾在《数码宝贝驯兽师之王》及其劇場版出場。是紅蓮騎士獸的對手。姓名来源：别西卜
招式：
必殺技：
「死亡槍擊」：常用的散彈槍「耶穌的晚宴」連射之技 。
得意技：
「黑暗十字爪（Darkness Claw）」：用手腕貫穿敵人的技能 。
「悲傷射擊（Heartbreak shot）」：用「耶穌的晚宴」贯穿敵人要害的技能。
「高速射擊（quick shot）」：骑在摩托车上高速飞驰，并用散弹枪猛烈射击。
出場作品：数码宝贝驯兽师之王、数码宝贝合体战争（後者的墮天地獄獸的造型以前者的爆裂形态作藍本重新設計，主要是為他換上一件裝甲，並將右手改造成大砲。以外後者的墮天地獄獸並非進化而成，而是由巴力獸轉生而成）
- 利维坦兽

擁有類似鱷鱼般巨大下顎的魔王型數碼獸，掌管嫉妒。根據官方網站圖鑑資料，擁有那個龐大的數據量，由此可知表示其體型非常巨大，可能是在標準大小下調查得。擁在「七大魔王」的中最強大攻擊力而自豪，有著遠超神（世界樹）之上的強大攻擊力。存在於全體數碼獸的頂點，別說同樣是「七大魔王」甚至皇家騎士團13位的聖騎士型數碼獸，也會因恐惧而逃走。
傳說長眠於黑暗區域附近的「網絡之海」，是绝對不可使之覺醒的「惡魔」……該數碼獸存在於可被解讀的界限裡，現出身姿之時無所匹敵，也被稱為數碼世界的根源中的「惡」的象証。
是最早被創作的數碼獸之一，是一頭強大到足以與神（世界樹）相提並論的強大怪獸，過於強大和破壞性會令其將摧毀周圍的一切，連神也對其感到畏懼而聞之色變，這也是最初利维坦兽被「世界樹」（數碼世界之神）封印在黑暗的「網絡之海」的原因。姓名来源：利维坦
招式：
必殺技：
「顎（Rostrum）」：非常用巨大的下顎完全破壞對手並將其吞下的技能。
「尾（Cauda）」：非常用巨大的長尾全力横劈對手的技能。
出場作品：数码宝贝合体战争（外貌與原設定稍有出入，大小方面也比原設定細小了很多）
- 巴爾巴獸

長着鬍鬚，擁有老人身姿的「貪婪」魔王。靈活運用「七大魔王」中最狡猾的智慧領導世界的策略家。存在於黑暗區域中心部位，操縱墮天使型數碼獸作惡。對網絡内存在的所有財寶貪戀，為了滿足自己對這些的欲望，不擇任何殘忍的手段。即使是同樣的魔王型究極體數碼獸，如果被巴尔巴獸控制，也會輕易的可能成為他手中的棋子。姓名来源：巴尔巴托斯
招式：
必殺技：
「群魔殿迷失（Pandemonium Lost）」：黑暗區域的邪惡能源一齊解放，引起超高熱的爆破的技能。
變種吸血魔獸的必殺技能「群魔殿之火（Pandemonium Flame）」僅僅是靠這個能源量的一部分的強大技能。
「死亡引誘（Death Lure）」：用地獄的魔杖誘惑數碼獸，使之邪惡化的技能。有「死之誘惑（餌）」的意思。
得意技：
「地獄之火炎」：壓倒性的魔力呼喚地獄之火炎，將一切全部燒盡的技能。
出場作品：数码宝贝次世代（漫畫）
- 莉莉絲獸

七宗罪的「色慾」掌管妖魅迷惑的有腐敗金色手指的黑暗女神「莉莉絲獸」
招被稱呼為「暗黑之女神」的魔王型數碼獸。「七大魔王」的一角刻有她的名字。原本是和「座天使」同種族的上級天使，在黑暗區域墮落成了這樣的姿態。對惡行寬大，對善行則顯示冷酷無情殘忍的一面。據說右手的金色的指甲「貢品之爪」使所有觸碰到的東西全部腐蝕，美麗而妖艷的利利斯獸的邀請必定會帶來死亡。姓名来源：莉莉丝
招式：
必殺技：
「靈魂苦痛（Phantom Pain）」：使用黑暗的氣息詛咒對手的技能。據說這個詛咒從身體末端使數據消失、據說即使死了，也仍會被疼痛所折磨。
得意技：
「貢品之爪（Nazar Nail）」：用右手的黃金指甲腐蝕對手的技能。
出場作品：数码宝贝合体战争、数码宝贝幽灵游戏
- 六翅獸·墮落形態

根據官方網站圖鑑資料，是七大魔王中最上級的魔王，是七魔王裡唯一一隻完全體数码兽，掌管着傲慢。擁有掌管着光與闇的力量，實力遠超越一般究極體，能夠進化成究極體的撒旦形態（會失去光力量）。古代六翅獸在平息人型和獸型数码兽的衝突後，自己便統治數碼世界，但也因此開始慢慢的墮落，其暴政導致数码兽的反抗，在這個時候出現了十鬥士並把其封印，這便成為電視版第四輯的背景。聖與邪之力相稱的魔王型數碼獸。有天使和惡魔的翅膀，因其強大的力量而被稱呼為神一般的存在。為了創造新世界，在超古代發動叛逆戰爭，因此與其他的七大魔王數碼獸一起在黑暗區域被埋葬，並且長期被封印着。其曾在《数码宝贝无限地带》出場，亦在《数码宝贝合体战争》成為了莉莉絲獸的部下。姓名来源：路西法
招式：
必殺技：
「迷失樂園」
「生或死（港译：生死交錯）」：用分別發出屬光和闇的光球，把敵人封住，之後因為兩種力量不協調而爆炸。（暫時只有金剛武神獸可以成功令此招失效）＊於Digimon Xros Wars中，「生或死」的設定改成火球攻擊，可以連續擲出好幾個火球，並結合在一起增強攻擊力。
出場作品：数码宝贝无限地带、数码宝贝合体战争
- 奧古杜獸[25]

事實上，牠不算是七魔王之一，只能說是七魔王的綜合體（同時掌管七宗罪，值得一提的是，奧古杜獸並不是魔王型和病毒種，而是化身型和疫苗種），據聞沒啥人知道牠的存在，亦沒啥人見過牠，它可能是由七大魔王的合體而成。同時有著七隻眼睛和七條腿，並且擁有第八之眼的超魔王，這個巨大爬行性數碼獸一直生活在數碼世界WWW大陸，直到如今才被發現，被稱為是超越七大魔王之上的惡魔！從牠的演變現在的研究表明，包含數碼世界所有的罪，且擁有將所有罪贖清的迷之身體。所以能抵消掉稍有惡意的數碼獸的能力，以致於其無法被打倒，即使「世界樹」（數碼世界之神）也無法傷其分毫。
招式：
「夢‧狂想曲（Oratio Grandio Loqua）」：如慾望般暴走的技能。
「西‧大聖堂（Cathedrale）」：從口頭部發出琴嗚般的衝擊波。
「夢‧階梯（Gradus）」：用巨大的腳粉碎對方的技能。
出場作品：暫無

##### 成员
| 七大魔王           | X抗体     | 等级     | 等级     | 七宗罪   | 神话原型   | 曜日         | 星曜         | 纹章         | 称号由来                                   |
| 七大魔王           | 七大魔王  | 七大魔王 | 七大魔王 | 七大魔王 | 七大魔王   | 七大魔王     | 七大魔王     | 七大魔王     | 七大魔王                                   |
| ------------------ | --------- | -------- | -------- | -------- | ---------- | ------------ | ------------ | ------------ | ------------------------------------------ |
| 光明兽：堕落形态   | 光明兽X   | 完全体   | 究极体   | 傲慢     | 路西法     | 日曜日       | 太阳         | ☉            | 被神创造又被神追拿的圣与邪的究极魔王       |
| 利维坦兽           | 利维坦兽X | 究极体   | 究极体   | 嫉妒     | 利维坦     | 水曜日       | 水星         | ☿            | 用巨大的颚吞噬世界的海中魔王               |
| 魔神兽             | 魔神兽X   | 究极体   | 究极体   | 愤怒     | 撒旦       | 木曜日       | 木星         | ♃            | 违背善行堕落黑暗的逆袭大魔王               |
| 魔神兽：斗篷形态   | 魔神兽X   | 究极体   | 究极体   | 愤怒     | 撒旦       | 木曜日       | 木星         | ♃            | 违背善行堕落黑暗的逆袭大魔王               |
| 贝尔菲兽：沉睡形态 | 贝尔菲兽X | 究极体   | 究极体   | 怠惰     | 贝尔菲格   | 火曜日       | 火星         | ♂            | 千年觉醒一次从门底逼近而来的大疫魔王       |
| 贝尔菲兽：愤怒形态 | 贝尔菲兽X | 究极体   | 究极体   | 怠惰     | 贝尔菲格   | 火曜日       | 火星         | ♂            | 千年觉醒一次从门底逼近而来的大疫魔王       |
| 巴尔巴兽           | 巴尔巴兽X | 究极体   | 究极体   | 贪婪     | 巴尔巴托斯 | 土曜日       | 土星         | ♄            | 魔力解放狡猾又贪婪的老魔王                 |
| 别西卜兽           | 别西卜兽X | 究极体   | 究极体   | 暴食     | 别西卜     | 金曜日       | 金星         | ♀            | 驾驭贝希摩斯捕获猎物的孤傲残酷魔王         |
| 别西卜兽：疾风形态 | 别西卜兽X | 究极体   | 究极体   | 暴食     | 别西卜     | 金曜日       | 金星         | ♀            | 驾驭贝希摩斯捕获猎物的孤傲残酷魔王         |
| 莉莉丝兽           | 莉莉丝兽X | 究极体   | 究极体   | 色欲     | 莉莉丝     | 月曜日       | 月亮         | ☪            | 妖魅迷惑的有腐败金色手指的黑暗女神         |
| 七大魔王·合体      |           |          |          |          |            |              |              |              |                                            |
| 奥古杜兽           | 奥古杜兽X | 究极体   | 究极体   | 七宗罪   | 八元神     | 日月金木水土 | 日月金木水土 | 日月金木水土 | 包含数码世界所有大罪，拥有赎清所有大罪之力 |

## 注解
1. ↑  当初《数码宝贝X进化》也被民间视为数码宝贝动画系列的第五作，但后来因为本作的展开，现在《数码宝贝X进化》被视为TV特别篇。
2. ↑  因为日语的读音和片假名的拼寫相似，港台将「奥地利」错译为「澳洲」。

### 日本官方网站
- 东映动画 Digimon Anime Portal 官网（页面存档备份，存于）（日語）（英文）
- 东映动画 Digimon Savers 官网（页面存档备份，存于）（日語）（英文）
- 东映动画 Digimon Savers The Movie: Ultimate Power! The Burst Mode in Motion!! 官网（页面存档备份，存于）（日語）
- 东映动画 Pretty Cure Splash Star Tic-Tock Critical Moment!/Digimon Savers The Movie: Ultimate Power! The Burst Mode in Motion!! 官网（页面存档备份，存于）（日語）（英文）
- 东映动画 Burst Out! 3D Toei Anime Festival 官网（页面存档备份，存于）（日語）（英文）
- 富士電视台 Digimon Savers 官网（页面存档备份，存于）（日語）
- 万代南梦宫 Digimon Savers: Another Mission 官网（页面存档备份，存于）（日語）
- Digimon Anime的TikTok（日語）
- Digimon Anime Series【官方】的X（前Twitter）（日語）

### 其他相关网站
- 台視 數碼寶貝拯救隊 官網（页面存档备份，存于）（繁體中文）
- 麗嬰國際 Digimon數碼寶貝 官網（页面存档备份，存于）（繁體中文）
- Move Interactive 數碼寶貝Online 官網（页面存档备份，存于）（繁體中文）
- Move Interactive 數碼暴龍Online 官網（页面存档备份，存于）（繁體中文）
- 數碼寶貝Online的Facebook專頁（繁體中文）
- 數碼暴龍Online的Facebook專頁（繁體中文）